# Terra de la Reina Maud

Territori noruec on es troba la terra de la Reina Maud

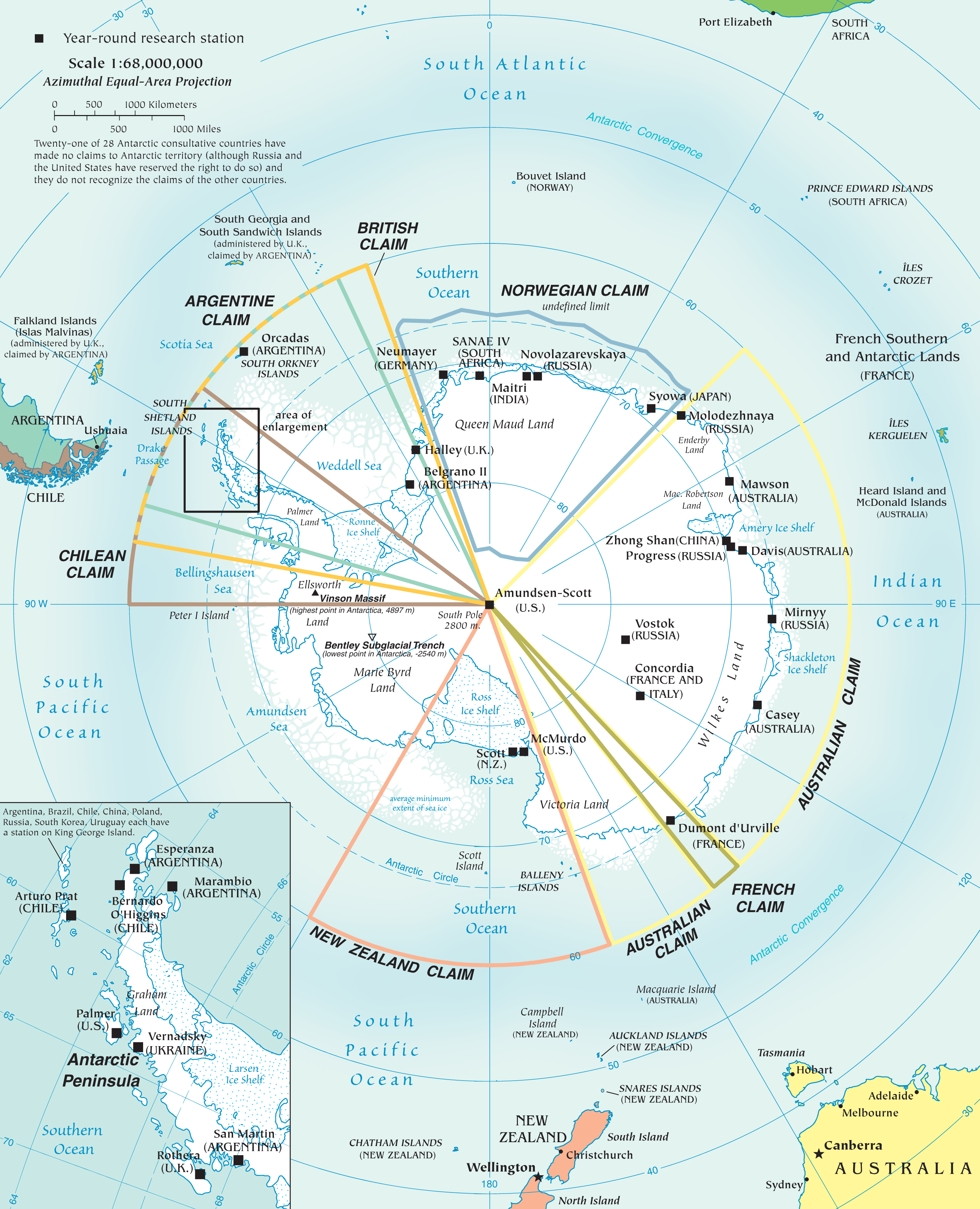
reclamacions territorials de l'Antàrtida

La Terra de la Reina Maud (Dronning Maud Land és el nom oficial que rep per les autoritats noruegues i el British Antarctic Survey) és la part de l'Antàrtida reivindicada per Noruega com territori dependent, el 14 de gener de 1939. Aquesta reclamació, com totes les altres de l'Antàrtida, no és universalment reconeguda i està subjecta als termes del Tractat Antàrtic. Té una superfície aproximada de 2,5 milions de quilòmetres quadrats, en la seva major part coberts per la placa de gel Antàrtica. Situada entre el Territori Antàrtic Britànic (meridià 20°O) i el Territori Antàrtic Australià (meridià 44° 38′ E). Noruega no ha fixat oficialment els límits nord i sud de la seva reclamació. Això explica per què la demanda noruega es representa de formes diferents en alguns mapes de l'Antàrtida. Tanmateix, es reconeix l'acompliment formal de les normes del Tractat en la reclamació noruega. Una reclamació que ha estat reconeguda oficialment per Alemanya, Austràlia, França, Nova Zelanda i el Regne Unit. El nom del territori recorda Maud del Regne Unit (1869-1938), reina consort del rei Haakon VII de Noruega.

## Regions
La Terra de la Reina Maud està dividida en cinc regions costaneres que es poden considerar com sectors del pol Sud, d'oest a est (en sentit horari) són: 
| 1                      | Costa de la Princesa Marta    | 970.000 | 020° 00′ O | 005° 00′ E | | |
| 2                      | Costa de la Princesa Astrid   | 580.000 | 005° 00′ E | 020° 00′ E | | |
| 3                      | Costa de la Princesa Ragnhild | 540.000 | 020° 00′ E | 034° 00′ E | | |
| 4                      | Costa de la Príncep Harald    | 230.000 | 034° 00′ E | 040° 00′ E | | |
| 5                      | Costa del Príncep Olav        | 180.000 | 040° 00′ E | 044° 38′ E | | |
| 6                      | Altiplà Polar                 | L'altiplà polar es considera una sisena regió. Pel fet que la seva frontera nord no està definida, la seva superfície està compresa en els sectors 1 a 5. | L'altiplà polar es considera una sisena regió. Pel fet que la seva frontera nord no està definida, la seva superfície està compresa en els sectors 1 a 5. | L'altiplà polar es considera una sisena regió. Pel fet que la seva frontera nord no està definida, la seva superfície està compresa en els sectors 1 a 5. | L'altiplà polar es considera una sisena regió. Pel fet que la seva frontera nord no està definida, la seva superfície està compresa en els sectors 1 a 5. | L'altiplà polar es considera una sisena regió. Pel fet que la seva frontera nord no està definida, la seva superfície està compresa en els sectors 1 a 5. |
| Terra de la Reina Maud |                               | 2.500.000 | 020° 00′ O | 044° 38′ E | | |

L'àrea va ser visitada el 1930 per Hjalmar Riis-Larsen com a part de la tasca de cartografiar l'Antàrtida. Roald Amundsen l'havia anomenat en honor de la Reina Maud de Noruega i tot l'altiplà polar al voltant del pol Sud fou batejat Kong Haakon VII Vidde en honor del rei de Noruega. L'àrea originalment identificada per Amundsen com Terra de la Reina Maud estava entre els meridians 37° i 50° E.

## Bases científiques
Noruega compta amb dues bases científiques a l'Antàrtida, totes dues situades a la Terra de la Reina Maud, on també se n'hi localitzen altres de diversos estats: 
| Base                                                                             | Tipus       | Estat             | Any d' instal·lació | Regió                         | Zona             | Coordenades                                          | Elevació snm | Distància a la costa |
| -------------------------------------------------------------------------------- | ----------- | ----------------- | ------------------- | ----------------------------- | ---------------- | ---------------------------------------------------- | ------------ | -------------------- |
| Base Troll                                                                       | permanent   | Noruega           | 2005                | ?                             | Jutulsessen      | 72° 00′ 07″ S, 2° 32′ 02″ E / 72.00194°S,2.53389°E   | ?            | ?                    |
| Base Tor                                                                         | d'estiu     | Noruega           | 1985                | Costa de la Princesa Marta    | Svarthammaren    | 71° 53′ 20″ S, 05° 09′ 30″ E / 71.88889°S,5.15833°E  | ?            | ?                    |
| Base Sari Marais                                                                 | permanent   | Sud-àfrica        | ?                   | Costa de la Princesa Marta    | ?                | 72° 01′ S, 02° 29′ O / 72.017°S,2.483°O              | ?            | ?                    |
| Base Sanae E                                                                     | d'estiu     | Sud-àfrica        | ?                   | Costa de la Princesa Marta    | ?                | 71° 11′ S, 02° 14′ O / 71.183°S,2.233°O              | ?            | ?                    |
| Base Sanae IV                                                                    | permanent   | Sud-àfrica        | 1994                | Costa de la Princesa Marta    | Vesleskarvet     | 71° 24′ S, 2° 31′ O / 71.400°S,2.517°O               | ?            | 10 km                |
| Base Kohnen                                                                      | d'estiu     | Alemanya          | ?                   | Costa de la Princesa Marta    | (interior)       | 75° 00′ S, 00° 02′ O / 75.000°S,0.033°O              | ?            | ?                    |
| Base Neumayer                                                                    | permanent   | Alemanya          | 1992                | Costa de la Princesa Marta    | Atka Bay         | 70° 39′ S, 08° 15′ O / 70.650°S,8.250°O              | ?            | 8 km                 |
| Base Princesa Elisabeth                                                          | permanent   | Bèlgica           | 2009                | Costa de la Princesa Ragnhild | Utsteinen Ridge  | 71° 57′ S, 23° 20′ E / 71.950°S,23.333°E             | ?            | 190 km               |
| Base Novolazarevskaya                                                            | permanent   | Rússia            | ?                   | Costa de la Princesa Astrid   | ?                | 70° 28′ S, 11° 30′ E / 70.467°S,11.500°E             | ?            | ?                    |
| Base Showa                                                                       | permanent   | Japó              | ?                   | Costa del Príncep Harald      | ?                | 69° 00′ 25″ S, 39° 35′ 01″ E / 69.00694°S,39.58361°E | ?            | ?                    |
| Base Mont Fuji                                                                   | permanent   | Japó              | ?                   | Costa del Príncep Harald      | ?                | 71° 24′ S, 39° 25′ E / 71.400°S,39.417°E             | ?            | ?                    |
| Base Mizuho                                                                      | permanent   | Japó              | ?                   | Costa del Príncep Olav        | ?                | 70° 15′ S, 44° 07′ E / 70.250°S,44.117°E             | ?            | ?                    |
| Base Asuka                                                                       | no habitada | Japó              | ?                   | Costa de la Princesa Ragnhild | ?                | 71° 19′ S, 24° 05′ O / 71.317°S,24.083°O             | ?            | ?                    |
| Base Svea                                                                        | d'estiu     | Suècia            | 1987/1988           | Costa de la Princesa Astrid   | ?                | 74° 21′ S, 11° 08′ O / 74.350°S,11.133°O             | ?            | ?                    |
| Base Nordenskiöld (inclou la Base Aboa, de Finlàndia, i la Base Wasa, de Suècia) | d'estiu     | Finlàndia/ Suècia | ?                   | Costa de la Princesa Astrid   | ?                | 73° 03′ S, 13° 25′ O / 73.050°S,13.417°O             | ?            | ?                    |
| Base Maitri                                                                      | permanent   | Índia             | ?                   | ?                             | Oasi Schirmacher | 70° 45′ 57″ S, 11° 44′ 09″ E / 70.76583°S,11.73583°E | ?            | ?                    |

## Cronologia
| 1832                                    | L'expedició de John Biscoe reclama l'avistament de Graham Land, tot i que una font Arxivat 2006-05-12 a Wayback Machine. creu que es tracta de l'illa Anvers.                                                          |
| 1893                                    | Carl Anton Larsen descobreix i dona nom a la costa Foyn dins de la Terra de Graham, així com la Terra del Rei Oscar, Mount Jason i l'Illa Robertson.                                                                   |
| 24 gener de 1895                        | Carsten Borchgrevink arriba a "terra" en l'Antàrtida. Tres anys més tard va encapçalar la primera expedició que va hivernar al continent.                                                                              |
| 14 de desembre de 1911                  | Cinc noruecs formen part de l'Expedició Amundsen que va arribar per primer cop al pol Sud. |
| 1930                                    | Hjalmar Riiser-Larsen sobrevola la Terra de la Reina Maud per primer cop. |
| 14 de gener de 1938                     | S'identifica la Terra de la Reina Maud com la zona inclosa entre els 45° al 20°E, que es formalment reclamada per Noruega.                                                                                             |
| 19 de gener de 1939 –23 de maig de 1945 | L'àrea entre 20°E a 10°O es recamada per l'Alemanya Nazi amb el nom de "Nova Suàbia Alemanya" (Deutsch Neuschwabenland).                                                                                               |
| 13 de gener de 1941                     | Comandos alemanys aborden i capturen vaixells factoria a la costa nord de la Terra de la Reina Maud. La marina alemanya fa servir el port de les Illes Kerguelen com a base des d'on poden atacar els vaixells aliats. |
| 1948                                    | L'administració de la Terra de la Reina Maud és assignada a l'Institut Polar Noruec, dependent del Ministeri de Medi Ambient.                                                                                          |
| 1957                                    | Noruega s'annexiona la Terra de la Reina Maud com a territori dependent. |
| 23 de juny de 1961                      | Entrada en vigor del Tractat Antàrtic. |
| 2005                                    | La reina Sonja de Noruega inaugura oficialment la Base Troll com a base científica de funcionament permanent. |
| 2008                                    | El Primer Ministre Jens Stoltenberg visita la Terra de la Reina Maud i dona nom personalment a tres muntanyes. |